# John Bowe
Pour les articles homonymes, voir Bowe.
John Bowe, né le 1er février 1950 en Angleterre, est un acteur britannique spécialisé dans les séries télévisées.

## Biographie
Né à Greasby, dans le Cheshire (Angleterre), John Bowe est un acteur surtout connu pour ses apparitions à la télévision. Son rôle le plus célèbre fut sûrement celui de George Marlow, dans le premier épisode de la série 'Suspect numéro un', en 1991. Plus récemment on l'a vu dans celle qui est intitulée'DCI Banks'.
Au cinéma il a joué dans 'Tuer n'est pas jouer' (The Living Daylights), un James Bond de 1987.
Il fut également membre de la Royal Shakespeare Company, après s'être formé à l'Old Vic Theatre School de Bristol.
Il est père de six enfants. Les deux dernières, Aimee et Maddie, sont nées de son union en 1995 avec l'actrice Emma Harbour, sa troisième épouse.

## Filmographie
- 2013 : Murder on the Home Front (téléfilm) : Ronald Terry
- 2011 : DCI Banks (série télévisée) : Dr. Patrick Aspern
- 2011 : The Hour (série télévisée) : Douglas Owen
- 2011 : Flics toujours (New Tricks) (série télévisée) : Alan King
- 2003 - 2010 : Affaires non classées (Silent Witness) (série télévisée) : Barry Neill / Charlie Nicholson
- 2009 : The Royal (série télévisée) : Max Freeman
- 2009 : Inspecteur Barnaby (série télévisée) : Jimmy Wells
- 2009 : Ashes to Ashes (série télévisée) : Ralph Jarvis
- 2008 : Einstein and Eddington (téléfilm) : Leopold Koppel
- 1988 - 2008 : The Bill (série télévisée) : Tom Faraday
- 2007 : Cranford (mini-série télévisée) : Dr. Morgan
- 2006 : Casualty (série télévisée) : Mike Hornsey
- 2006 : Inspecteurs associés (Dalziel and Pascoe) (série télévisée) : Bill Walker
- 1998 - 2006 : Heartbeat (série télévisée) : Henry Stoddard / Ronnie Harper
- 2005 : Secret Smile (téléfilm) : Derek Cotton
- 2005 : Twisted Tales (série télévisée) : Kurt Kindel
- 2005 : The Stepfather (téléfilm) : DI Mendoza
- 2003 : Murder in Mind (série télévisée) : Graham Brody
- 2002 : Tipping the Velvet (mini-série télévisée) : Walter Bliss
- 1999 - 2005 : Coronation Street (série télévisée) : Duggie Ferguson
- 2000 : County Kilburn : Black Jack
- 2000 : The Mrs. Bradley Mysteries (série télévisée) : révérend Baines
- 1999 : Split Second (téléfilm) : Ian 'Mac' McPhail
- 1999 : Cléopâtre (Cleopatra) (mini-série télévisée) : Rufio
- 1998 : Verdict (série télévisée) : Richard Prestwick
- 1998 : Imogen's Face (série télévisée) : Cavan
- 1997 : Bright Hair (téléfilm) : inspecteur Gates
- 1997 : Bodyguards (série télévisée) : Steven Ballard
- 1996 : The Prince and the Pauper (série télévisée) : le duc de Somerset
- 1996 : Poldark (téléfilm) : Ross Poldark
- 1994 - 1995 : Class Act (série télévisée) : Jack Booker
- 1994 : Soldier Soldier (série télévisée) : lieutenant colonel Ian Jennings
- 1993 : Screen One (série télévisée) : Percy Reynolds
- 1993 : Body and Soul (mini-série télévisée) : Daniel Stern
- 1993 : Lovejoy (série télévisée) : Bill Brodie
- 1993 : Alleyn Mysteries (série télévisée) : capitaine Maurice Withers
- 1992 : The New Statesman (série télévisée) : Pietro Garibaldi
- 1992 : Trainer (série télévisée) : Robert Firman
- 1992 : Staline (Stalin) (téléfilm) : Kliment Voroshilov
- 1991 : Boon (série télévisée) : Malcolm Marston
- 1991 : Prime Suspect (mini-série télévisée) : George Marlow
- 1989 - 1990 : Capital City (série télévisée) : Leonard Ansen
- 1990 : Families (série télévisée) : Larry Richards
- 1989 : Screenplay (série télévisée) : Paul Taylor
- 1989 : After the War (mini-série télévisée) : Aaron 'Buddy' Nathanson
- 1989 : Screen Two (série télévisée) : Larry
- 1989 : Resurrected : le Colonel
- 1989 : Precious Bane (téléfilm) : Kester Woodseaves
- 1988 : The One Game (série télévisée) : Gavin
- 1988 : Hard Cases (série télévisée)
- 1987 : Tuer n'est pas jouer (The Living Daylights) : Colonel Feyador
- 1987 : Clem (téléfilm) : Dan
- 1985 : Cyrano de Bergerac (téléfilm) : Le Bret
- 1985 : Les Enquêtes de Remington Steele (Remington Steele) (série télévisée) : Hawkins
- 1978 : The One and Only Phyllis Dixey (téléfilm) : Court Detective
- 1977 : Secret Army (série télévisée) : Maurice
- 1976 : The Expert (série télévisée) : Brian
- 1974 : Warship (série télévisée) : Jenkins
- 1964 : Love Story (série télévisée) : Alec